# Friedrich Baethgen (Historiker)
Friedrich Jürgen Heinrich Baethgen (* 30. Juli 1890 in Greifswald; † 18. Juni 1972 in München) war ein deutscher Historiker.
Friedrich Baethgen entstammte einer Gelehrtenfamilie. Sein Vater war der Theologieprofessor Friedrich Baethgen (1849–1905). In Heidelberg legte er das Abitur ab. Anschließend studierte er Geschichte in Berlin und Heidelberg. Er wurde 1913 bei Karl Hampe über die Regentschaft Papst Innozenz III. im Königreich Sizilien promoviert. Mit seinem Doktorvater blieb er über dessen Tod hinaus eng verbunden, indem er dessen Deutsche Kaisergeschichte in der Zeit der Salier und Staufer betreute und überarbeitete. Im Ersten Weltkrieg war Baethgen Sanitätssoldat. 1920 habilitierte er sich mit einer Arbeit über den Anspruch der Päpste auf das Reichsvikariat. Von 1920 bis 1923 war er fester Mitarbeiter der Monumenta Germaniae Historica und übernahm die Edition der Chronik des Johannes von Winterthur. Baethgen war zunächst als Privatdozent und außerordentlicher Professor in Heidelberg tätig. Sein Forschungsschwerpunkt blieb die Geschichte des Papsttums; 1927 wurde er Zweiter Sekretär des Deutschen Historischen Instituts in Rom. Außerdem war er Honorarprofessor in Berlin. In der Weimarer Republik gehörte er zeitweilig der DNVP an.
Neun Jahre nach seiner Habilitation wurde Baethgen 1929 als Nachfolger von Erich Caspar ordentlicher Professor für Geschichte in Königsberg. Zahlreiche aussichtsreiche Verfahren waren zuvor gescheitert. Von 1939 bis 1948 lehrte Baethgen dann in Berlin. Dort wurde er 1942 Mitglied der Mittwochsgesellschaft, aus der Personen des Widerstands gegen den Nationalsozialismus wie Ludwig Beck und Ulrich von Hassell hervorgingen. 1944 wurde er ordentliches Mitglied der Preußischen Akademie der Wissenschaften, seit 1969 war er auswärtiges Mitglied der Deutschen Akademie der Wissenschaften zu Berlin. Baethgen war nicht Mitglied der NSDAP, SS oder SA. Er schloss sich 1935 nur dem NSV und dem VDA an. In ihrer Habilitationsschrift über die Mittelalterforschung in der frühen Bundesrepublik urteilt Anne Christine Nagel, dass Baethgen angesichts seiner gefestigten beruflichen Position bereits vor 1933 zu keinen „größeren politischen Anpassungsleistungen“ gegenüber dem NS-Regime gezwungen war. Die Kontakte zur Mittwochsgesellschaft wertet sie nicht als „Widerstand“. Baethgens Mitarbeit 1940 an der Bearbeitung der Reihe Die Neue Propyläen-Weltgeschichte ist für Nagel ein Zeichen fehlender „Berührungsängste“ mit einer systemkonformen Geschichtsbetrachtung, auch wenn sie einräumt, dass sein eigener Beitrag über das spätmittelalterliche Reich keine rassehistorischen oder tagespolitischen Ansichten aufweise.
Von 1948 bis 1959 war Baethgen Präsident der Monumenta Germaniae Historica, die unter seiner Ägide 1949 in München ansässig wurden, wo er gleichzeitig eine Honorarprofessur übernahm. Ihm wurde von der Universität Rom die Ehrendoktorwürde verliehen. 1950 wurde er Mitglied der Bayerischen Akademie der Wissenschaften. Von 1956 bis 1964 war er zudem ihr Präsident. Seit 1948 gehörte er der Historischen Kommission bei der Bayerischen Akademie der Wissenschaften an, deren Abteilung Jahrbücher der Deutschen Geschichte er von 1948 bis 1960 leitete. 1959 wurde ihm der Bayerische Verdienstorden verliehen. 1964 wurde ihm das Große Bundesverdienstkreuz mit Stern und Schulterband verliehen. Baethgen blieb unverheiratet.

## Schriften (Auswahl)
- Mediaevalia. Aufsätze, Nachrufe, Besprechungen (= Schriften der Monumenta Germaniae Historica. Band 17). Hiersemann, Stuttgart 1960.
- Schisma und Konzilszeit, Reichsreform und Habsburgs Aufstieg. In: Gebhardt. Handbuch der deutschen Geschichte. Union Deutsche Verlags-Gesellschaft, 9. Auflage, Stuttgart 1970, S. 608–692.
- Der Engelpapst. Idee und Erscheinung. Koehler & Amelang, Leipzig 1943.
- Die Anfänge der Regentschaft Papst Innozenz III. im Königreich Sizilien. Winter, Heidelberg 1914.